# Кроуфорд, Шеннон
Шеннон Кроуфорд (англ. Shannon Crawford; род. 12 сентября 1963, Гуэлф, Онтарио) — канадская гребчиха, выступавшая за сборную Канады по академической гребле в начале 1990-х годов. Чемпионка летних Олимпийских игр в Барселоне, чемпионка Панамериканских игр в Гаване, обладательница бронзовой медали чемпионата мира, победительница и призёрка многих регат национального значения.

## Биография
Шеннон Кроуфорд родилась 12 сентября 1963 года в городе Гуэлф провинции Онтарио, Канада.
Заниматься академической греблей начала сравнительно поздно в возрасте 23 лет, когда в 1986 году вступила в гребной клуб «Аргонавт» из Торонто.
Отметившись несколькими победами на канадских и американских национальных первенствах, в сезоне 1991 года вошла в основной состав канадской национальной сборной и добилась первого успеха на взрослом международном уровне. В частности, побывала на Панамериканских играх в Гаване, откуда привезла награды серебряного и золотого достоинства, выигранные в зачёте безрульных двоек и четвёрок соответственно.
Благодаря череде удачных выступлений удостоилась права защищать честь страны на летних Олимпийских играх 1992 года в Барселоне. В составе экипажа, куда также вошли гребчихи Кирстен Барнс, Меган Делеэнти, Кэтлин Хеддл, Марни Макбин, Джессика Монро, Бренда Тейлор, Кей Уортингтон и рулевая Лесли Томпсон, финишировала первой в восьмёрках, опередив ближайших преследовательниц из Румынии почти на четыре секунды, и тем самым завоевала золотую олимпийскую медаль.
После барселонской Олимпиады Кроуфорд ещё в течение некоторого времени оставалась в составе гребной команды Канады и продолжала принимать участие в крупнейших международных регатах. Так, в 1993 году она выступила на чемпионате мира в чешском Рачице, где стала бронзовой призёркой в программе распашных безрульных четвёрок — пропустила вперёд только экипажи из Китая и США. Вскоре по окончании этих соревнований приняла решение завершить спортивную карьеру.
За выдающиеся спортивные достижения введена в Зал славы спорта города Брамптон (1992) и Канадский олимпийский зал славы (1994).